# کاخ وست‌مینستر
کاخ وست‌مینستر (به انگلیسی: Palace of Westminster) محل برگزاری جلسات مجلس عوام بریتانیا و مجلس اعیان بریتانیا است که در شهر وست‌مینستر در ناحیه لندن بزرگ و در کنار رود تیمز قرار دارد.
این کاخ که در قرون وسطا ساخته شده بود در سال ۱۸۳۴ میلادی به علت آتش‌سوزی تخریب و سپس کاخ فعلی ساخته شد. در پی آتش‌سوزی ۱۸۳۴ از کاخ قرون وسطایی به جز نمازخانه سنت مری آندرکراف و برج جول سازهٔ دیگری باقی نماند. کار معماری کاخ جدید نصیب سِر چارلز بری شد و او بنا را در شیوهٔ معماری نئوگوتیک و با الهام از بناهای گوتیک عمودی انگلیسی ساخته‌شده در قرن‌های ۱۴-۱۶ میلادی طراحی کرد. کار ساخت کاخ در سال ۱۸۴۰ میلادی آغاز شد و ۳۰ سال طول کشید. طرح کاخ جدید بیش از 1100 اتاق دارد که به صورت متقارن به دور دو مجموعه از حیاط‌های مرکزی قرار گرفته اند. زیربنای آن ۱۱۲،۴۷۶ متر است و ۳۰۰ متر از نمای آن در مقابل رود تیمز قرار دارد و با نام ریور فرانت (به انگلیسی: River Front) شناخته می‌شود.
هم‌اکنون این کاخ برای مراسم‌ها و تشریفات رسمی مورد استفاده قرار میگیرید. این اثر در سال ۱۹۸۷ در فهرست میراث جهانی یونسکو به ثبت رسید.
کاخ وست‌مینستر نام خود را از کلیسای وست‌مینستر گرفته است که در نزدیکی آن قرار دارد.